# Welyka Andrussiwka
Welyka Andrussiwka (ukrainisch Велика Андрусівка; russisch Великая Андрусовка Welikaja Andrussowka) ist ein Dorf im Nordosten der ukrainischen Oblast Kirowohrad mit etwa 1600 Einwohnern.

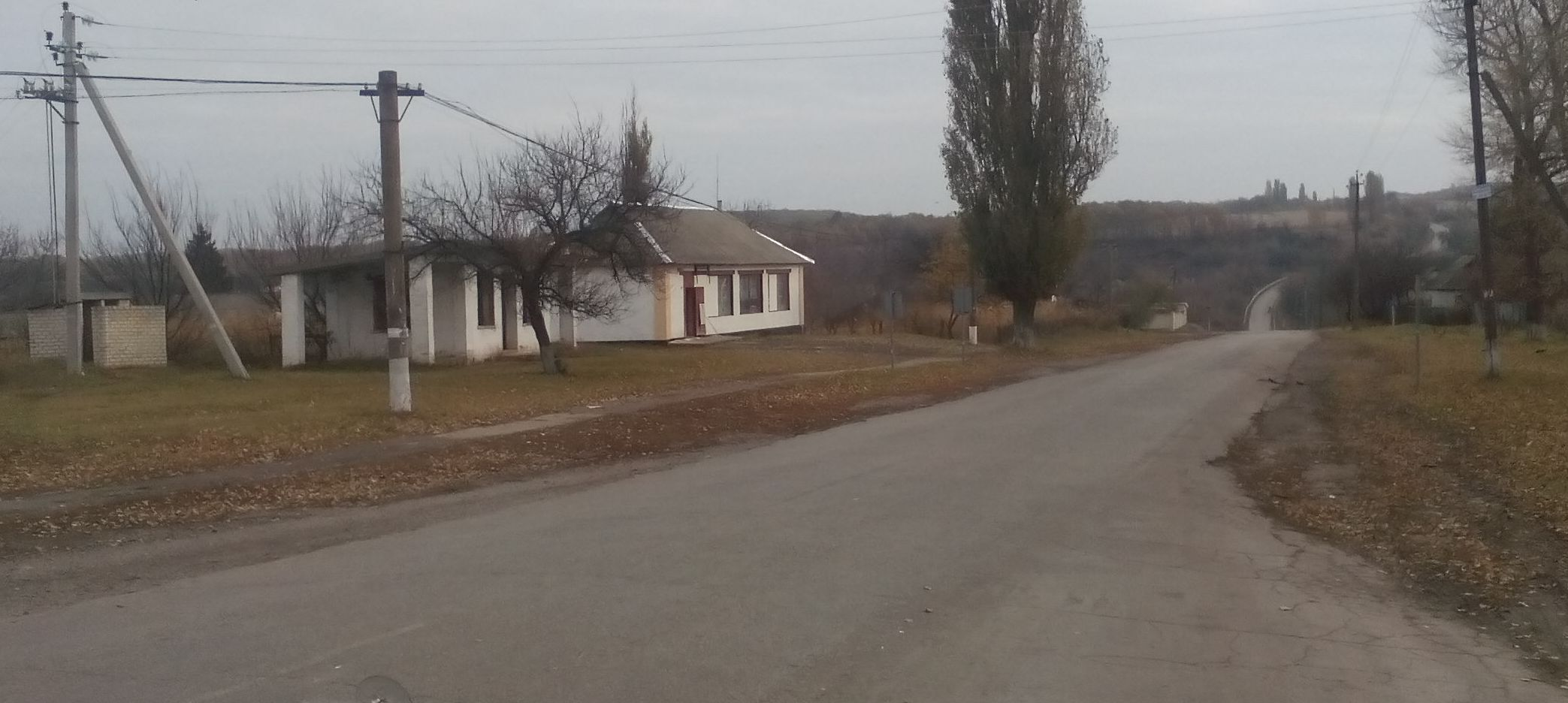
Blick in den Ort

Das im 18. Jahrhundert gegründete Dorf liegt am Südufer des zum Krementschuker Stausee angestauten Dnepr. Welyka Andrussiwka befindet sich 100 km nordöstlich der Oblasthauptstadt Kropywnyzkyj und 24 km westlich vom ehemaligen Rajonzentrum Switlowodsk. Durch Welyka Andrussiwka verläuft die Regionalstraße P–10.

## Verwaltungsgliederung
Am 12. August 2016 wurde das Dorf zum Zentrum der neugegründeten Landgemeinde Welyka Andrussiwka (Великоандрусівська сільська громада/Welykoandrussiwska silska hromada). Zu dieser zählten die 6 Dörfer Babytschiwka, Kalantajiw, Nahirne, Podoroschnje, Snischkowa Balka und Wyschtschepaniwka, bis dahin bildete es zusammen mit den Dörfern Kalantajiw, Snischkowa Balka und Wyschtschepaniwka die gleichnamige Landratsgemeinde Welyka Andrussiwka (Великоандрусівська сільська рада/Welykoandrussiwska silska rada) im Nordwesten des Rajons Switlowodsk.
Am 12. Juni 2020 kamen noch 18 weitere in der untenstehenden Tabelle aufgelistete Dörfer zum Gemeindegebiet
Am 17. Juli 2020 kam es im Zuge einer großen Rajonsreform zum Anschluss des Rajonsgebietes an den Rajon Oleksandrija.
Folgende Orte sind neben dem Hauptort Welyka Andrussiwka Teil der Gemeinde:
| Name                                      | Name                    | Name                                                     |
| ukrainisch transkribiert                  | ukrainisch              | russisch                                                 |
| ----------------------------------------- | ----------------------- | -------------------------------------------------------- |
| Arseniwka                                 | Арсенівка               | Арсеневка (Arsenewka)                                    |
| Audytoriwka                               | Аудиторівка             | Аудиторовка (Auditorowka)                                |
| Babytschiwka                              | Бабичівка               | Бабичовка (Babitschowka)                                 |
| Buhruwatka                                | Бугруватка              | Бугроватка (Bugrowatka)                                  |
| Fedirky                                   | Федірки                 | Федорки (Fedorky)                                        |
| Hanniwka                                  | Ганнівка                | Анновка (Annowka)                                        |
| Hlynsk                                    | Глинськ                 | Глинск (Glinsk)                                          |
| Hryhoriwka                                | Григорівка              | Григоровка (Grigorowka)                                  |
| Iwaniwka                                  | Іванівка                | Ивановка (Iwanowka)                                      |
| Jaremiwka                                 | Яремівка                | Яремовка (Jaremowka)                                     |
| Kalantajiw                                | Калантаїв               | Калантаев (Kalantajew)                                   |
| Kobsariwka                                | Кобзарівка              | Кобзаревка (Kobsarewka)                                  |
| Mykilske                                  | Микільське              | Никольское (Nikolskoje)                                  |
| Nahirne                                   | Нагірне                 | Нагорное (Nagornoje)                                     |
| Owrahowe                                  | Оврагове                | Оврагово (Owragowo)                                      |
| Perechrestiwka                            | Перехрестівка           | Перекрестовка (Perekrestowka)                            |
| Podoroschnje                              | Подорожнє               | Подорожное (Podoroschnoje)                               |
| Sachariwka                                | Захарівка               | Захаровка (Sacharowka)                                   |
| Semyhirja                                 | Семигір’я               | Семигорье (Semigorje)                                    |
| Serebrjane                                | Серебряне               | Серебряное (Serebrjanoje)                                |
| Snischkowa Balka                          | Сніжкова Балка          | Снежкова Балка (Sneschkowa Balka)                        |
| Snischkowe                                | Сніжкове                | Снежково (Sneschkowo)                                    |
| Solotariwka                               | Золотарівка             | Золотарёвка (Solotarjowka)                               |
| Wyschtschepaniwka (bis 2016 Illitschiwka) | Вищепанівка (Іллічівка) | Выщепановка (Wyschtschepanowka)/Ильичовка (Iljitschowka) |